# Westfalisk häst
Den westfaliska hästen är en hästras utvecklad i Westfalen i Tyskland. Den föds upp på samma stuteri som den högklassade tyska rhenländaren och delar samma standard som många av de berömda tyska varmblodshästarna, bland annat hannoveranare som är den enda tyska varmblodsras som finns i mer exemplar än westfalaren. Det westfaliska varmblodet är en sporthäst av hög kvalitet som har vunnit stora meriter inom ridsporten på elitnivå. 

## Historia
Den westfaliska hästen har utvecklats vid Warendorfstuteriet, som startades 1826 för att ta hand om hästaveln i Westfalen och området runt floden Rhen under order av det Preussiska Avelsrådet, som bildades 1713 för att förbättra aveln av hästar i hela Tyskland. 
De hästar som först köptes in av stuteriet, var hingstar från östra Preussen. Dessa hästar var den tidens Trakehnare och var ridhästar med starka influenser från det engelska fullblodet. Redan 1888 började man stambokföra alla varmbloden och dokumenterade noggrant deras framgångar och resultat. På 1920-talet importerade man även Anglonormandiska hästar som skulle ingå i aveln. 
Men när befolkningen ökade i området så ökade istället efterfrågan på tyngre arbetshästar till de ökande jordbruken. De gamla ridhästarna korsades med mycket tyngre hästar som oldenburgaren. Men i början av 1900-talet konkurrerades de tunga varmblodshästarna bort av de mycket tyngre rhenländska kallbloden som klarade av tyngre jordbruk. Även på Warendorfstuteriet satsade man nu istället på tunga kallblodshästar, eftersom de statliga stuterierna ofta ändrade sin avel efter vad som efterfrågades i området runt omkring. 
Efter andra världskriget skulle efterfrågan ändras ytterligare en gång då jordbruken började mekaniseras. Bönderna var inte längre beroende av större, starka hästar och Wickrathstuteriet som producerat de rhenländska kallbloden lades ner år 1957. På Warendorfstuteriet hade alla de gamla stamtavlorna förstörts och många hästar hade förts bort för att användas inom kavalleriet under krigstiden. För att hålla igång Warendorfstuteriet köpte man in varmblodshästar igen, framförallt hannoveranare som hade vuxit enormt i popularitet efter att ha gjort sig ett namn som en renodlad sporthäst, och som redan låg i grunden för den westfaliska hästen. 
1982 infördes tuffa 100-dagarstester för tyska varmblod och westfaliska hästen nådde stora framgångar i testerna och har även vunnit guldmedaljer i OS och internationella tävlingar. Ibland blev den westfaliska hästen ihopblandad med hannoveranaren och även såld som en sådan men Hannoveranare och varmblod födda i Westfalen registrerades som westfalisk häst, medan westfaliska varmblod som föds i Hannover registreras som hannoveranare. Idag är stamböckerna mer tydliga och raserna mer åtskilda då det krävs att båda föräldrarna är registrerade westfaliska hästar för att en häst ska få skrivas in i stamboken. Men än idag får westfaliska hästar genomgå tester som varar 30–70 eller 100 dagar, vilket är tuff träning för hästarna och sållar bort dåligt avelsmaterial. Sedan år 2000 har man dock tagit bort 100 dagarstesterna. Idag är den westfaliska hästen näst störst i antal bland tyska varmblodshästar och är enbart slagen av sin släkting hannoveranaren. Men dock kan Rhenländare ibland säljas som westfalisk häst då de har samma standard och avlas på samma stuteri. Det finns cirka 10 000 registrerade westfaliska ston och 130 westfaliska hingstar som får användas i aveln. 

## Egenskaper

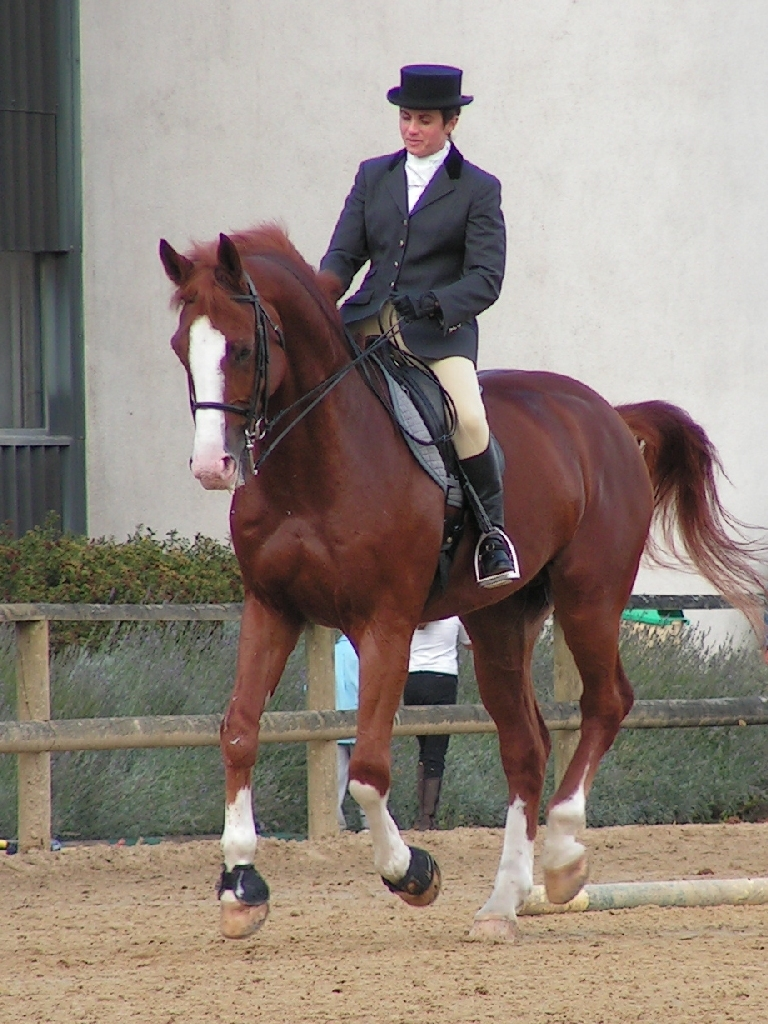
Den westfaliska hästen är en sporthäst av hög klass

Den westfaliska hästen är ett högklassat varmblod med ett lätthanterligt temperament. Hästarna är lämpliga för all slags ridsport och visar talang inom både dressyr, fälttävlan och hoppning och kan även fungera som körhästar. Hästarna ska vara lättridna och med ett gott lynne. Standarden förbjuder inga färger hos hästarna men de vanligaste färgerna är brun, fux, svart och skimmel medan fläckiga färger som skäck eller tigrerad är väldigt ovanligt. 
Huvudet är medelstort och ädelt med stora ögon. Halsen är lång men ganska kraftig och muskulös och benen är välformade och starka. Hästarna är kända för att vara spänstiga och smidiga med elastiska rörelser. En del westfaliska hästar brännmärks på vänstra höften med rasens sigill, en sköld med en krona på toppen och ett W i skölden. Brännmärket får hästarna som föl, efter att ha fått godkänt på speciella uppvisningar för rasen. 